# Nieuwe Sluis (Schiedam)
Nieuwe Sluis is een sluis in Schiedam, in de Nederlandse provincie Zuid-Holland. De sluis is bekleed met natuursteen en bevat gedeeltelijk nog de oorspronkelijke balustradehekken. De sluis bevat twee natuurstenen opschriftplaten met de jaartallen 1778 en 1779. Hij werd geconstrueerd door toenmalig stadsarchitect Rutger van Bol'es. Sinds 1969 staat het object als rijksmonument ingeschreven in het monumentenregister.
De Nieuwe Sluis verbindt de Schiedamse Schie met de Lange Haven ter hoogte van de Dam, in het oudste gedeelte van Schiedam.